# Транос
Транос (швед. Tranås) — місто на півдні Швеції, розташоване в північно-східній частині лена Єнчепінг в історичній провінції Смоланд.
Розташовується на березі озера Соммен за 220 км на північний захід від Стокгольма і близько 60 км на північний схід від Єнчепінга. Залізнична станція.

## Історія

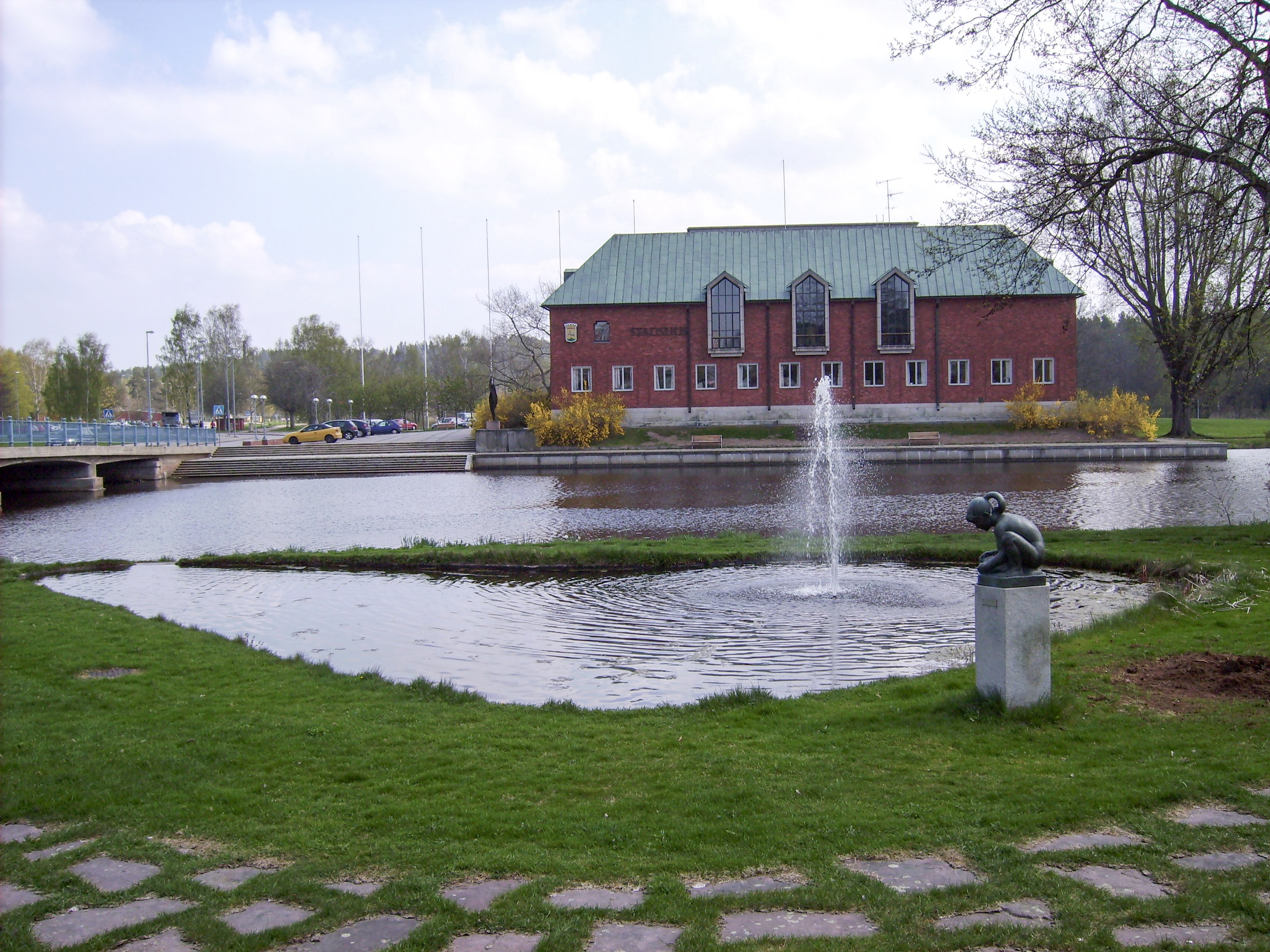
Міська ратуша

Статус торгового міста Швеції місто отримало в 1884 році.

## Галерея

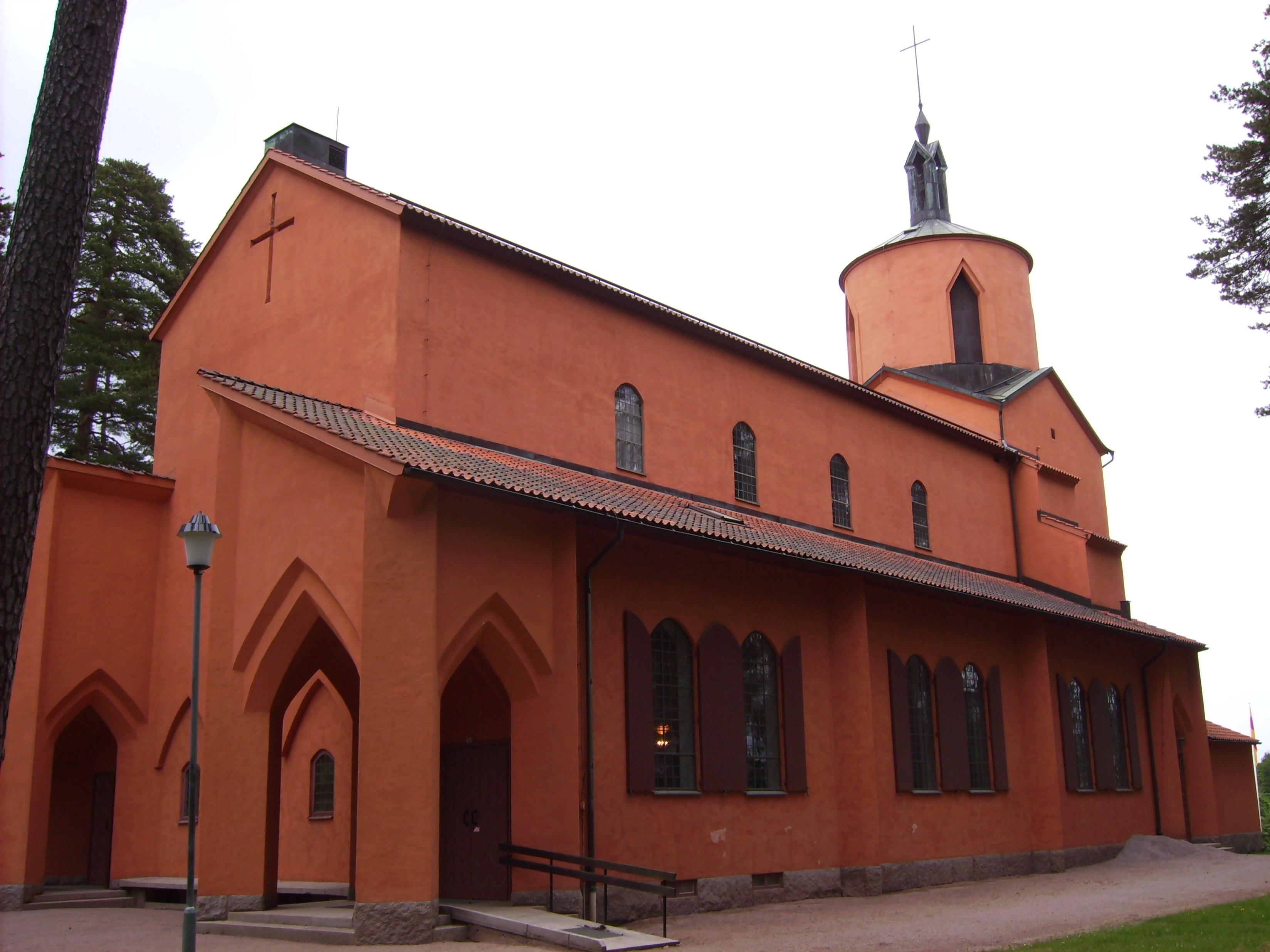
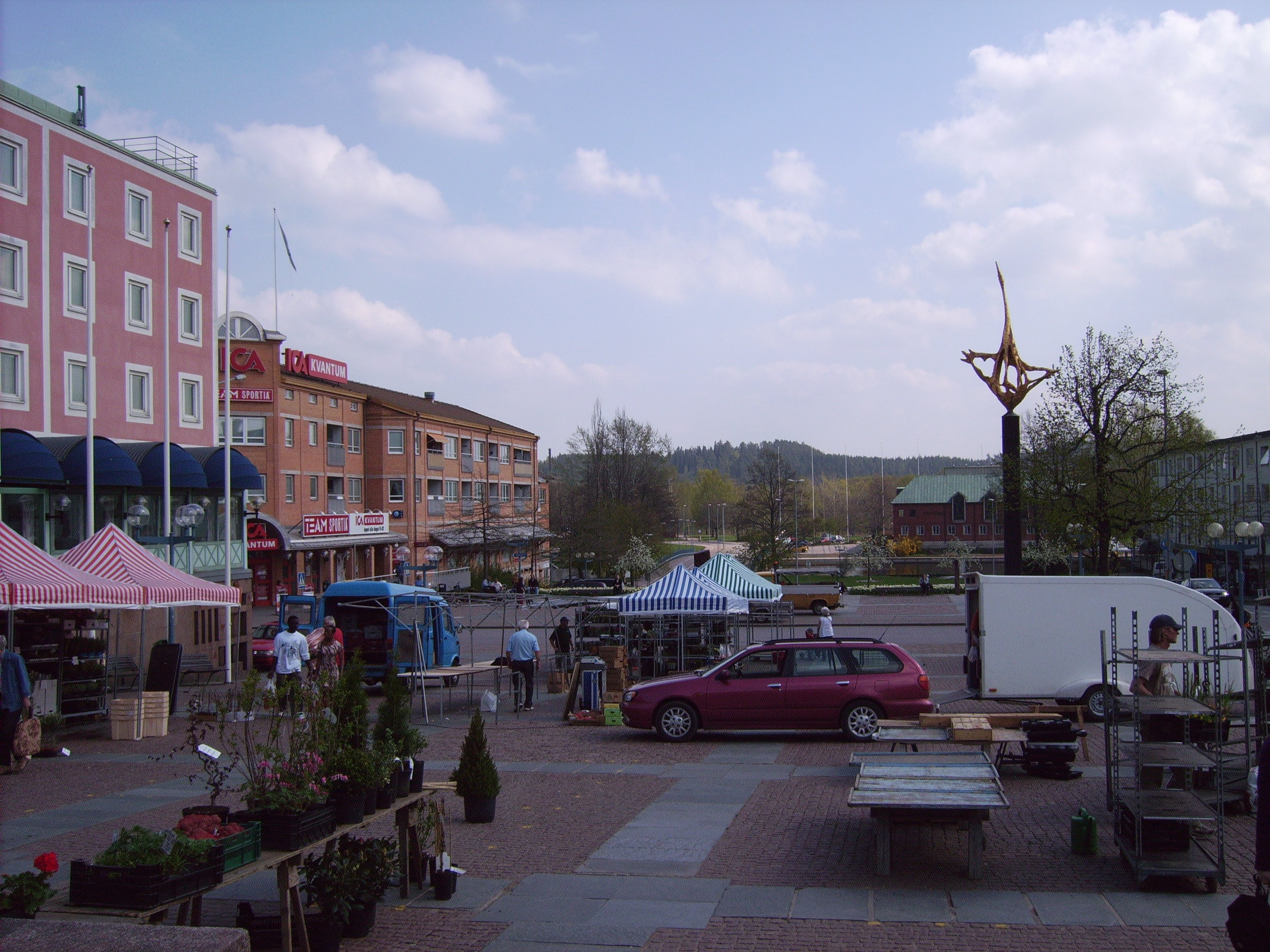
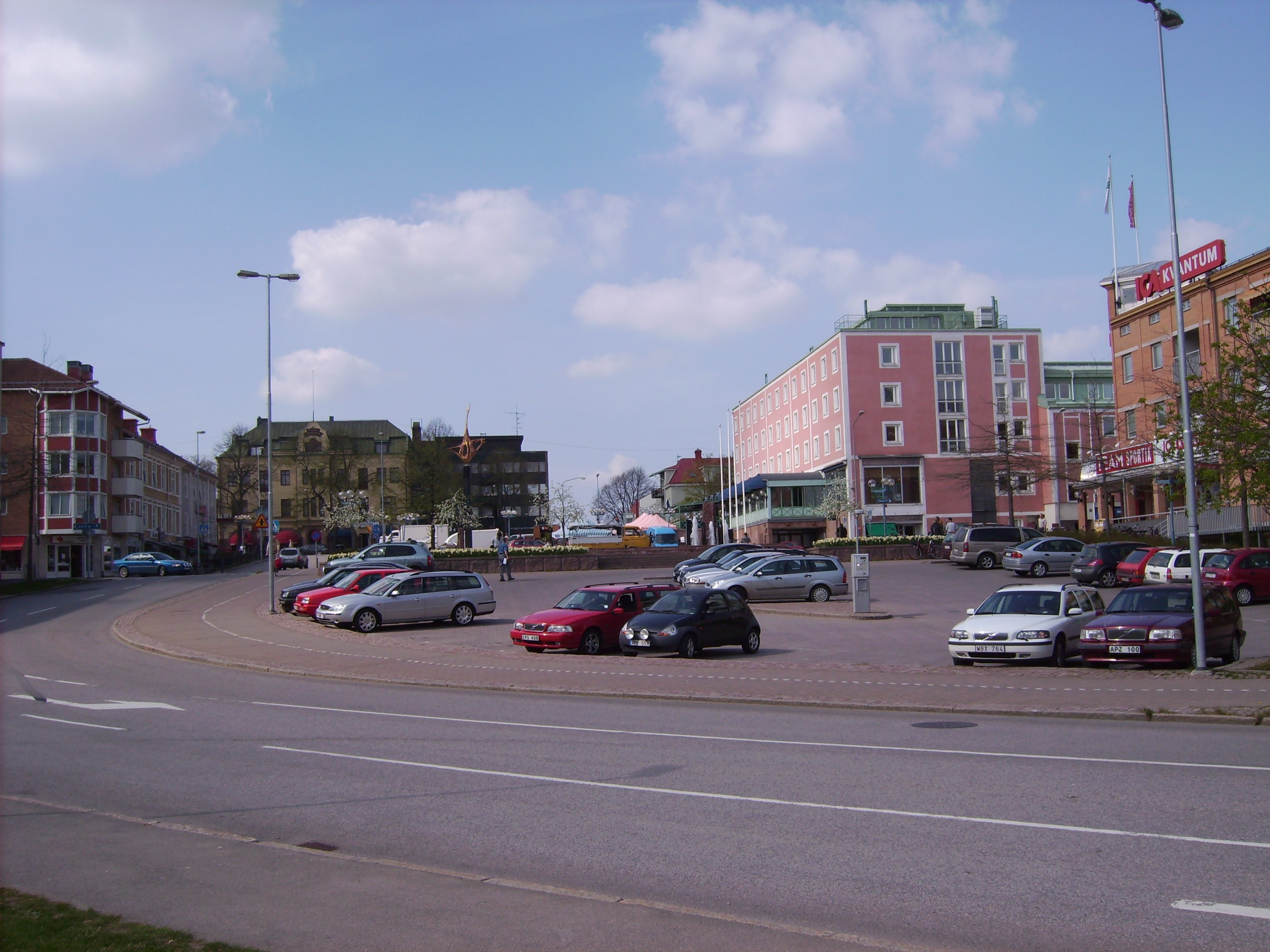
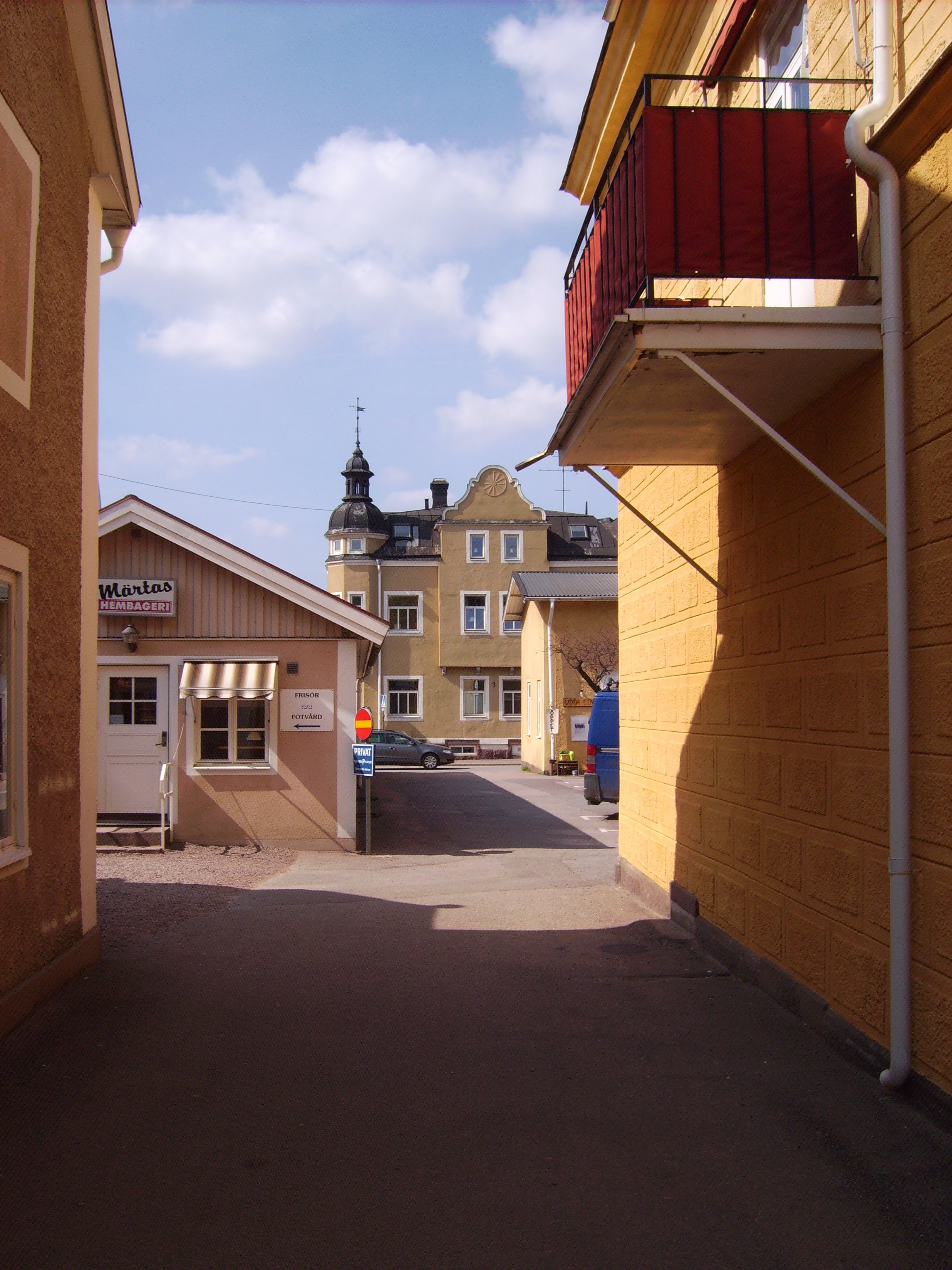

## Демографія
Населення — 14.197 жителів (2010).
| Рік               | 1960   | 1970   | 1980   | 1995   | 2005   | 2010   |
| ----------------- | ------ | ------ | ------ | ------ | ------ | ------ |
| Кількість жителів | 12 513 | 15 150 | 14 629 | 14 336 | 14 017 | 14 197 |

## Пам'ятки
- Головна вулиця Траноса — одна з найширших торгових вулиць у Швеції.
- Неподалік від центру міста розташовується озеро Соммен (середня глибина — 17 м, максимальна глибина — 60 м), на якому є 365 великих і малих островів.

## Відомі люди
Померли
- Анна Клеман (1862—1940) — шведська страхова агентка, феміністка і пацифістка.